# Celio Bichi
Celio Bichi est un jurisconsulte italien né à Sienne en 1600. Il fut auditeur de la Rote.

## Œuvres
- Decisiones rotæ romanæ, Genève, 1671 et 1673.

## Sources
- « Bichi (Cœlius) », Nouvelle Biographie générale Hoefer, 1855, t. 6, col. 21.
- Notices d'autorité :   - VIAF
  - ISNI
  - IdRef
  - LCCN
  - GND
  - Catalogne
  - WorldCat